# Niwnik
Niwnik (deutsch Niefnig) ist ein Dorf in Niederschlesien. Der Ort liegt in der Gmina Oława im Powiat Oławski in der polnischen Woiwodschaft Niederschlesien.

## Geographie

### Geographische Lage
Das Angerdorf Niwnik liegt sechs Kilometer südwestlich des Gemeindesitzes und der Kreisstadt Oława (Ohlau) und rund 42 Kilometer südöstlich der Woiwodschaftshauptstadt Breslau. Der Ort liegt in der Nizina Śląska (Schlesische Tiefebene) innerhalb der Równina Wrocławska (Breslauer Ebene). 
Nördlich von Niwnik befand sich bis in die 1970er Jahre die Bahnstrecke der Ohlauer Kleinbahn.

### Nachbarorte
Nachbarorte von Niwnik sind im Nordosten Godzinowice (Giesdorf) und im Südwesten Bolechów (Bulchau).

## Geschichte

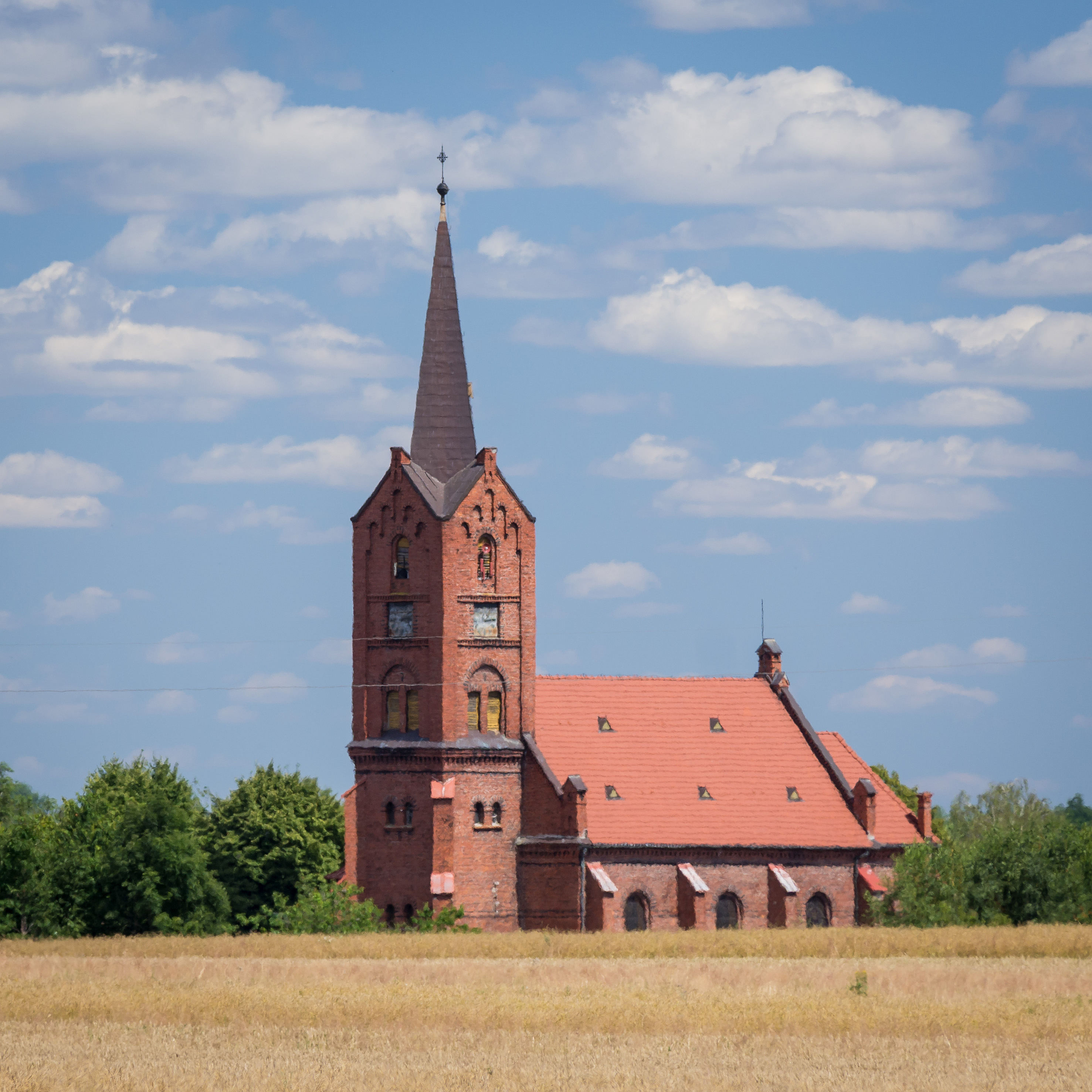
Herz-Jesu-Kirche

Das Dorf wurde 125 erstmals als Nevenino erwähnt und im gleichen Jahr nach deutschem Recht ausgesetzt. 1352 erfolgte eine Erwähnung als Novenino.
Nach dem Ersten Schlesischen Krieg 1742 fiel Niefnig zusammen mit dem größten Teil Schlesiens an Preußen. 1783 zählte der Ort 8 Bauern- und 21 Häuslerstellen sowie 214 Einwohner.
Nach der Neugliederung Preußens gehörte die Landgemeinde Niefnig ab 1815 zur Provinz Schlesien und war ab 1816 dem Landkreis Ohlau eingegliedert. 1874 wurde der Amtsbezirk Jacobine gegründet, welcher die Landgemeinden Bulchau, Dremling, Jacobine und Niefnig und den Gutsbezirk Jacobine umfasste. 1885 zählte der Ort 239 Einwohner.
1933 zählte Niefnig 221 Einwohner. Am 2. Februar 1937 wurde Ortsname in Kresseheim geändert. 1939 zählte der Ort 221 Einwohner. Bis 1945 befand sich der Ort im Landkreis Ohlau.
Als Folge des Zweiten Weltkriegs fiel Niefnig wie fast ganz Schlesien 1945 an Polen, wurde in Niwnik umbenannt und der Woiwodschaft Breslau angegliedert. Die deutsche Bevölkerung wurde, soweit sie nicht vorher geflohen war, weitgehend vertrieben. Die neu angesiedelten Bewohner waren zum Teil Heimatvertriebene aus Ostpolen. 1999 kam der Ort zum Powiat Oławski in der Woiwodschaft Niederschlesien.

## Sehenswürdigkeiten

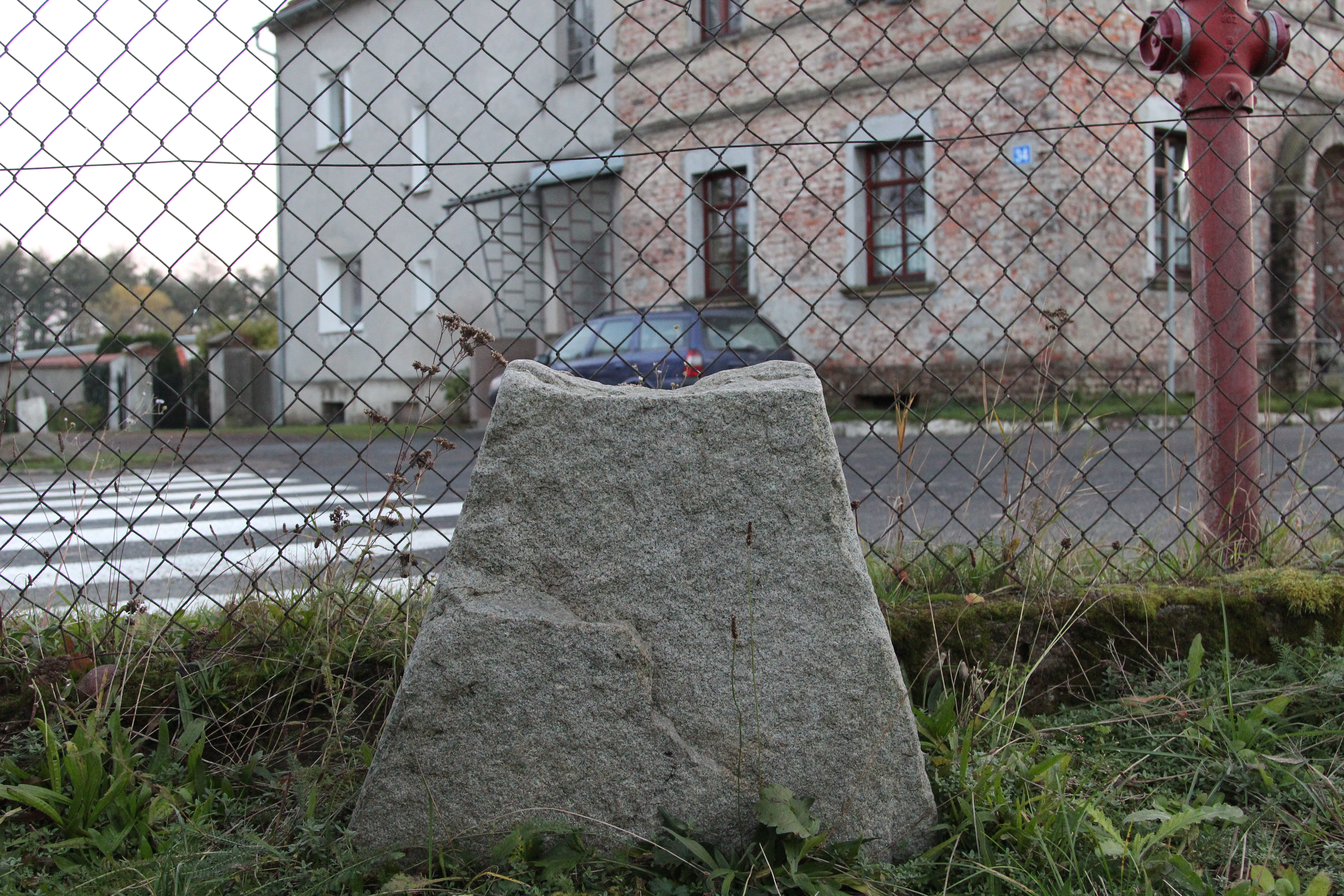
Sühnekreuz

- Die römisch-katholische Herz-Jesu-Kirche (poln. Kościół Najświętszego Serca Pana Jezusa) wurde 1893 errichtet.
- Sühnekreuz aus dem 14. Jahrhundert